# Изследване на Космоса
Изследването на Космоса представлява откриването и изследването на небесните структури в космическото пространство чрез развиваща се и нарастваща космическа технология. Докато изучаването на пространството се извършва предимно от астрономи с телескопи, физическото изследване на пространството се извършва както от безпилотни космически сонди, така и от пилотирани космически полети.
Докато наблюдението на обекти в космоса, известно като астрономия, предшества надеждната писана история, именно развитието на големи и сравнително ефективни ракети през средата на ХХ век позволява изследването на физическото пространство да стане реалност. Общите причини за изследване на пространството включват напредък в научните изследвания, национален престиж, обединяване на различни нации, гарантиране на бъдещото оцеляване на човечеството и развитие на военни и стратегически предимства.
Изследванията на космоса често се използват като заместваща конкуренция на геополитически съперничества като Студената война. Ранната ера на изследване на космоса се ръководи от космическа надпревара между Съветския съюз и САЩ. Пускането в експлоатация на първия изкуствен обект, който обикаля Земята, Спутник-1, на 4 октомври 1957 г. и първото прилуняване от американската мисия Аполо 11 на 20 юли 1969 г. често се приемат като ориентири за този първоначален период. Съветскатата космическа програма постига много успехи в първите етапи, включително първото живо същество в орбита през 1957 г., първият човек в Космоса (Юрий Гагарин на борда на Восток 1) през 1961 г., първото излизане в открития космос (от Алексей Леонов) на 18 март 1965 г. първото автоматично кацане на друго небесно тяло през 1966 г. и стартирането на първата космическа станция (Салют-1) през 1971 г. След първите 20 години на проучване фокусът се измества от еднократни полети до възобновяем хардуер, като програмата за космически совалки, и от конкуренция към сътрудничество, както с Международната космическа станция.
През 2000-те години Китайската народна република инициира успешна програма за космически полети, а Европейският съюз, Япония и Индия планират бъдещи космически мисии. Китай, Русия, Япония и Индия се застъпват за човешки полети на Луната през 21 век, докато Европейският съюз се застъпва за пилотирани полети както до Луната, така и до Марс през 20-и и 21 век.

## История на усвояването на Космоса
Небесата винаги са привличали вниманието и мечтите на човека. Още през 1634 г. е публикувана творба, която се счита за първия научнофантастичен роман „Somnium sive Astronomia lunaris Joannis Kepleri “ (накратко „Сънят“) от Йоханес Кеплер, който разказва за хипотетично пътуване до Луната. По-късно, през 1865 г., в своята световноизвестна художествена творба озаглавена „De la Terre à la Lune, Trajet direct en 97 heures 20 minutes“ (накратко „От Земята до Луната“), Жул Верн пише за група мъже, които пътуват до Луната с помощта на гигантско оръдие. Във Франция, Жорж Мелиес, един от пионерите на киното, взима романа на Верн и създава „Le voyage dans la Lune“ (1902) („Пътуване в Луната“), един от първите научнофантастични филми, в който той описва едно невероятно пътуване до Луната. В творби като „Война на световете“ (1898) и „Първият човек на Луната“ (1901), Хърбърт Уелс замисля идеи за изследване на космоса и контакти с извънземни цивилизации.

### Първи космически полет
Спутник-1 е първият успешен опит за изстрелване на изкуствен спътник около Земята. Изведен е в ниска околоземна орбита с ракета-носител Р-7 на Съветския съюз на 4 октомври 1957 г. и е първият от поредицата спътници по космическата програма Спутник.
Има два радиопредавателя на честоти 20,005 и 40,002 MHz, излъчващи звукови сигнали, които може да се чуят от радиостанциите по целия свят. Анализът на радиосигналите се използва за събиране на информация за електронната плътност на йоносферата, докато данните за температурата и налягането се кодират по време на радиочестотния сигнал. Сигналите се излъчат 22 дни, до 26 октомври 1957 г., когато батериите на предавателя се изчерпват.
Спътникът е изстрелян от секретния 5-и научноизследователски полигон на Министерството на отбраната на СССР „Тюра-Там“ (получил впоследствие явното наименование космодрум Байконур) в Казахска ССР. Движи се със скорост 29 000 km/h, като извършва една обиколка за 96,2 минути. Спутник-1 изгаря при навлизането си в атмосферата на Земята на 4 януари 1958 г., след като изминава 60 милиона km и престоява 3 месеца в орбита.

### Първият човек в Космоса
Първият успешен космически полет е Восток-1, на борда на който е 27-годишният руски космонавт Юрий Гагарин. Стартът е в 9 часа и 7 минути московско време от космодрума Байконур. Корабът прави една обиколка на Земята и се приземява в 10 часа и 55 минути в района на село Смеловка, Саратовска област. Масата на апарата е 4,73 тона, а дължината – 4,4 метра.
Полетът на Гагарин е отбелязан в целия свят, демонстрация на напредналата съветска космическа програма и слага началото на нова ера в изследването на космоса: пилотирани космически полети.

### Първата жена в Космоса
Валентина Владимировна Терешкова е съветска космонавтка и първата жена, летяла в космоса.
На 16 юни 1963 г. Валентина Терешкова лети на борда на „Восток 6“ и става първата жена и първото невоенно лице в космоса. Нейният псевдоним за полета е Чайка. Едновременно на орбита се намира космическият кораб „Восток 5“, пилотиран от космонавта Валери Биковски. В деня на полета е повишена от звание лейтенант в звание капитан. Тя е шестият космонавт на СССР и десетият в света, както и единствената жена в света със самостоятелен полет, герой на Съветския съюз. Удостоена е с много награди, ордени и звания.

### Първа космическа станция
Космическите станции са бази, изведени в орбита около Земята. Астронавти на борда им провеждат различни експерименти и изучават поведението на човешкото тяло в Космоса. Първите конструирани космически станции като Салют, Скайлаб и Мир са използвани и за наблюдения на Земята и планетите. Сега в орбита около Земята кръжи огромната Международна космическа станция, чието изграждане е плод на усилията на 16 държави.

## Уреди и програми

### Телескопи

#### Оптични телескопи
Телескопите, които се използват, за да събират повече светлинна енергия от наблюдаваните обекти и да видят повече детайли в тях, се наричат оптични телескопи. С помощта на мощни оптични телескопи астрономите проникват в дълбините на пространството. Много от тези телескопи са разположени високо в планините, над замърсения и не съвсем прозрачен долен слой на земната атмосфера.

#### Радиотелескопи
Радиотелескопът е вид радио антена, която може да бъде насочвана в определена посока. Използва се в радиоастрономията. За разлика от оптическите телескопи, радиотелескопите работят не във видимата област, а улавят радиовълни с честота от няколко стотици мегахерца до няколко стотици гигахерца. С помощта на много големи антени, наподобяващи чинии, те регистрират и най-слабите радиосигнали. Позволяват на астрономите да наблюдават обекти, които са прекалено тъмни или отдалечени, за да могат да бъдат наблюдавани и с най-силния оптичен телескоп.
Най-големият радиотелескоп в света се намира в Аресибо, Пуерто Рико и е официално открит през 1963 г. Диаметърът на рефлекторното му огледало е почти 305 метра и е вграден в природна котловина. Друг голям и известен радиотелескоп е „Голямата редица“ в Ню Мексико, САЩ. Той се състои от 27 радиотелескопа. Диаметърът на всеки един от тях е 25 метра.

#### Телескопи в Космоса
Телескопите, изнесени в Космоса, могат да „виждат“ по-далеч от телескопите на Земята, тъй като не е нужно да пробиват през земната атмосфера. Най-големият от тях е космическият телескоп „Хъбъл“.

## Космически сонди
Непилотираните космически сонди изследват далечния Космос и изпращат информация до Земята. На борда на много от тях има фотокамери, които заснемат отдалечените светове. След това сондата излъчва снимките към Земята, където се изучават и анализират. През 1983 г., изстреляната през 1972 г. космическа сонда Пайъниър 10 за пръв път в историята на човечеството напуска пределите на Слънчевата система. Днес тя се намира на разстояние над 80 AU от Слънцето и лети в посока към съзвездието Бик. Изследванията продължават с космическата сонда Пайъниър 11.